# Nymphon macrum
Nymphon macrum is een zeespin uit de familie Nymphonidae. De soort behoort tot het geslacht Nymphon. Nymphon macrum werd in 1880 voor het eerst wetenschappelijk beschreven door Wilson. 